# حين عزرا
حين عزرا (بالعبرية: חן עזרא‏) هو لاعب كرة قدم إسرائيلي في مركز الوسط، ولد في 19 يناير 1989 في بئر السبع في إسرائيل. شارك مع منتخب إسرائيل تحت 17 سنة لكرة القدم ‏ ومنتخب إسرائيل لكرة القدم. أما مع النوادي، فقد لعب مع مكابي حيفا ومكابي نتانيا ونادي هبوعيل بئر السبع.

## وصلات خارجية
- حين عزرا على موقع الاتحاد الأوربي (الإنجليزية)
- حين عزرا على موقع قاعدة بيانات كرة القدم.إي يو (الإنجليزية)
- حين عزرا على موقع ناشيونال فوتبول تيمز (الإنجليزية)
- حين عزرا على موقع Soccerway.com (الإنجليزية)
- حين عزرا على موقع AS.com (الإسبانية)